# Khottabytch
Pour plus de détails, voir Fiche technique et Distribution.
Khottabytch (en russe : Хоттабыч, en leet speak }{0ТТ@БЬ)Ч) est une comédie fantastique russe réalisée par Piotr Totchiline et sortie sur les écrans le 10 août 2006. Le film est inspiré du roman de Sergueï Klado, « la Jarre en cuivre du vieux Khottabytch ».

## Synopsis
Gena Ryjkov (Marius Jampolskis) est un jeune hacker qui passe l'essentiel de son temps, soit sur son ordinateur, soit avec ses amis, Benjamin (Grigori Skriapkine) et Alissa (Mila Lipner), autour d'un verre. Le premier est un maniaque des jeux vidéo tandis que la seconde est accro aux sites de tchat. Question filles, si Benjamin pense avoir trouvé l'âme sœur en la personne d'une gameuse rivale, il devra néanmoins patienter car sa conquête, âgée de douze ans seulement, fréquente encore le collège. Quant à Gena, après quelques échecs cuisants, il trouve une copine au caractère bien trempé mais guère sensible aux talents cachés de son compagnon, ceux-ci ne contribuant que très peu, voire pas du tout aux revenus du couple. Quand celle-ci demande à notre hacker de commander une simple bouilloire sur internet, l'antiquité dégotée par Gena est la bourde de trop : désinstallation du programme Léna... Et pourtant, cette antiquité possède une propriété presque unique au monde : elle abrite un djinn en son sein !

## Fiche technique
- Réalisation : Piotr Totchiline
- Montage : Piotr Totchiline, Veronika Vozniak
- Opérateurs : Vladimir Zapassov, Viktor Zoubarev et Igor Griniakine
- Photographie : Guéorgui Baïsogolov, Veronika Vozniak
- Producteur : Sergueï Selianov
- Musique originale : Dmytro Chourov
- Langues originales : russe, anglais

## Distribution
- Marius Jampolskis : Gena Ryjkov
- Vladimir Tolokonnikov : le djinn Hassan Abdourahmane ibn Khottab, dit Khottabytch
- Mark Gueïkhman : Sheitan, chasseur de djinn
- Liva Kroumnia : Anny, hackeuse américaine
- Ioulia Paranova : Lena
- Grigori Skriapkine : Venik
- Mila Lipner : Alissa
- Iouri Doumtchev : Alexandre
- Alexandre Ovtchinnikov : Oleg
- Constantin Spasski : agent du FSB
- Rostislav Krokhine : 2e agent du FSB